# Código F.A.M.A.
Código F.A.M.A. foi um talent show de crianças no México, estreando em 2002 e tendo outras temporadas em 2004 e 2005. 

## História
Foi baseado em outro programa musical no México, chamado "Juguemos a Cantar". O programa estava sob direitos da produção da empresa Televisa e suas abreviaturas significam o seguinte significado: Força, Aventura, Música e Ação.
O SBT, em 13 de fevereiro de 2005, lançou a versão brasileira chamada "Código Fama", apresentada por Celso Portiolli, que reuniu talentos e cantores. Nele a vencedora foi Priscilla Alcântara que venceu a versão nacional e ficou no quarto lugar na versão internacional da emissora mexicana.